# Iroko
L'iroko  è un tipo di legno particolarmente duro, di colore giallo-bruno, talvolta variegato dopo la stagionatura, che proviene dalle foreste dei paesi dell'Africa equatoriale come Sierra Leone, Angola, Kenya, Etiopia e altri. Si ricava da alberi del genere Chlorophora, soprattutto C. excelsa e dalla C. regia.
L'essiccazione del legno si può condurre in locali a temperatura controllata deumidificati e non comporta particolari problemi. 
Difetto dell'iroko è la bassa resistenza agli urti. 
La segatura prodotta durante la lavorazione è irritante.
È utilizzato sotto forma di tranciati nella realizzazione di mobili ed è una delle tre essenze più pregiate nella realizzazione del parquet insieme al noce e al teak. È uno dei materiali con cui si realizzano gli djembe e altri strumenti musicali.

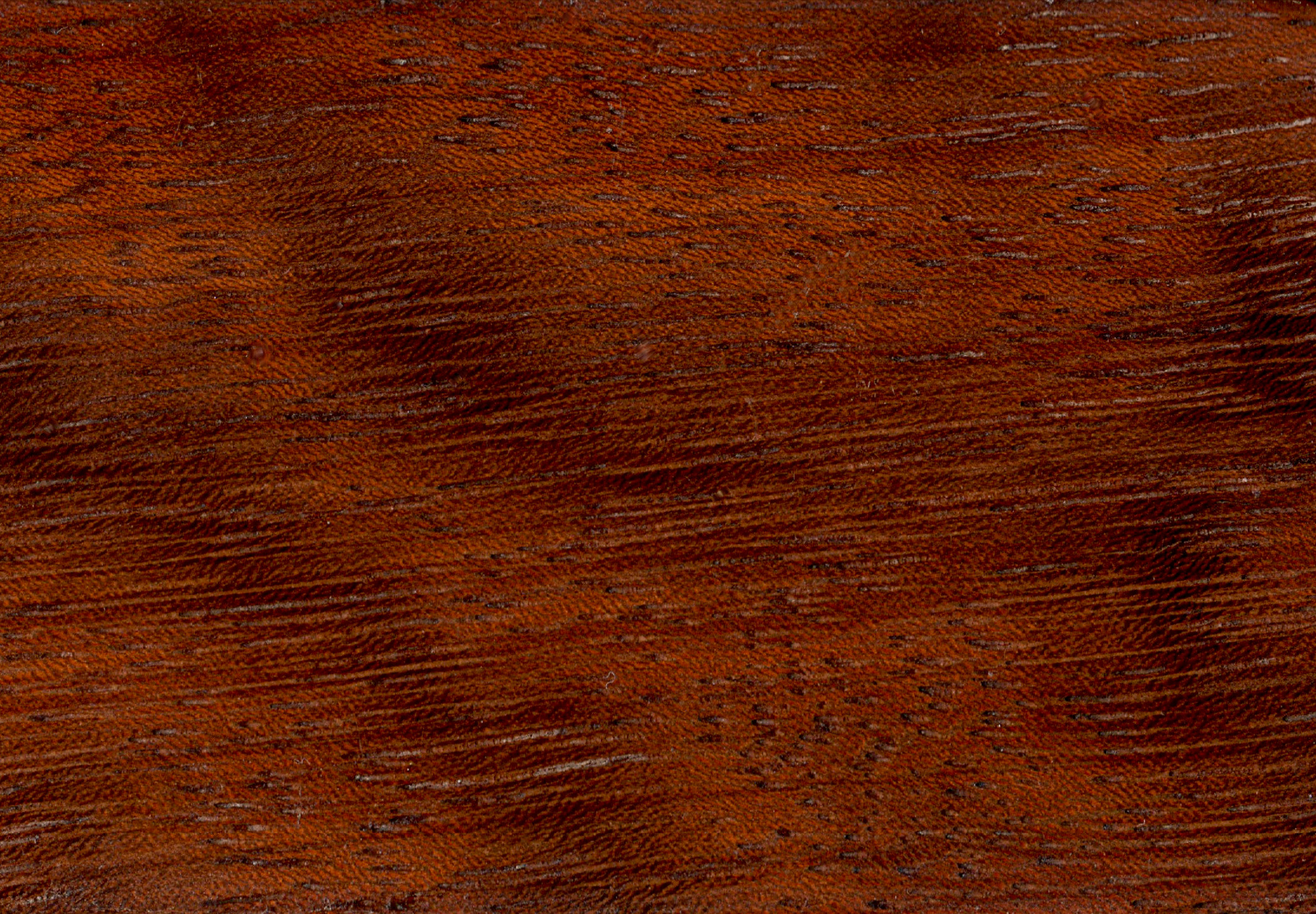